# Orientalsk avnbøg
Orientalsk avnbøg (Carpinus orientalis) er en avnbøg hjemmehørende i Ungarn, Balkan, Italien, Krim, Tyrkiet, Iran og Kaukasus. og forekommer normalt på varme tørre steder i lavere højder sammenlignet med europæisk avnbøg (Carpinus betulus ).

## Beskrivelse
Europæisk avnbøg er et lille træ, sjældent over 10 m højt og ofte busket. Den har små blade, 3-5 cm lang.
Frøene har et simpelt højblad, ikke trefliget som Carpinus betulus, det vil sige ca. 2 cm lang.
Dyrkning
I de senere år er denne art i vid udstrækning blevet brugt som et prydtræ til bonsai.